# ガリレオチャンネル
『ガリレオチャンネル』（英字：GALILEO CHANNEL）は、日本のテレビ番組。
1998年4月から2011年3月まで毎月第三土曜日の19:00 - 19:30（JST）にTOKYO MXで放送された科学ドキュメンタリー。制作・著作はワック株式会社（WAC）。
2011年4月から、ガリレオチャンネルの後継番組『ガリレオX』がBSフジでスタートした。

## 概要
番組開始は1998年4月12日。毎回、科学や科学技術に関わる新しい動向や注目の研究を取り上げる30分枠の科学ドキュメンタリー。取材VTRのみで構成される。放送開始から2008年2月までは月に２本新作が放送されていたが、その後、月１本新作が放送されていた。
2008年4月よりHD放送が始まった。
2009年11月21日放送の『共感覚のミステリー 音や文字に色が見える!?』が、第51回科学技術映像祭・科学技術教養部門で文部科学大臣賞を受賞。2010年12月18日放送の『人間の存在感とは何か？ アンドロイドに宿った心』が、第52回科学技術映像祭・科学技術教養部門で部門優秀賞を受賞している。

## 放送リスト

### 2011年
|     | 放送日        | サブタイトル                                        |
| --- | ------------- | --------------------------------------------------- |
| 272 | 2011年3月19日 | 人間の存在感とは何か？ アンドロイドに宿った心（再） |
| 271 | 2011年2月9日  | 脳ブームの落とし穴 なぜ神経神話を信じるのか？       |
| 270 | 2011年1月15日 | 火山を透視する 100年目の噴火予知                    |

### 2010年
|     | 放送日         | サブタイトル                                                |
| --- | -------------- | ----------------------------------------------------------- |
| 269 | 2010年12月18日 | 人間の存在感とは何か？ アンドロイドに宿った心               |
| 268 | 2010年11月20日 | 脱レアメタルを目指せ！ 現代の錬金術が日本を救う             |
| 267 | 2010年10月16日 | 自然を守るとはどういうことか？ 小網代の森と生物多様性       |
| 266 | 2010年9月18日  | 飛行艇ＵＳ－２ “空飛ぶ船”が命を守る                         |
| 265 | 2010年8月21日  | ニッポンの火力発電がスゴイ！ 石炭・LNG発電の最新技術        |
| 264 | 2010年7月19日  | 子ども目線のまちづくり 公園からなぜ子どもが消えたのか？     |
| 263 | 2010年6月19日  | スパコンで復活する日本の翼 YS-11からMRJへ                   |
| 262 | 2010年5月15日  | 日本人の歩き方が変わった？ 失われた江戸の歩きを探る         |
| 261 | 2010年4月17日  | 人間は生物を創れるのか？ 試験管の中の人工細胞               |
| 260 | 2010年3月20日  | 暮らしに役立つ放射線 ゴーヤチャンプルーから最新がん治療まで |
| 259 | 2010年2月20日  | デジタルが揺るがす著作権                                    |
| 258 | 2010年1月16日  | 道具、言葉、社会性から探る人間らしさの起源                  |

### 2009年
|     | 放送日         | サブタイトル                                          |
| --- | -------------- | ----------------------------------------------------- |
| 257 | 2009年12月19日 | ミライカメラ 超進化するデジタルカメラのゆくえ         |
| 256 | 2009年11月21日 | 共感覚のミステリー 音や文字に色が見える!?             |
| 255 | 2009年10月17日 | 耐震補強が命を守る 迫り来る首都直下地震               |
| 254 | 2009年9月19日  | ちょっと、宇宙に行ってきます                          |
| 253 | 2009年8月22日  | 驚き！野菜工場 誰でもつくれる未来の畑                 |
| 252 | 2009年7月8日   | 皆既日食 そのとき何が起こるのか？                     |
| 251 | 2009年6月20日  | 電気は貯められない？ エネルギー利用の最新テクノロジー |
| 250 | 2009年5月16日  | 動物の見ている世界を知りたい                          |
| 249 | 2009年4月18日  | パワードスーツ最前線 身体を拡張するロボット技術       |
| 248 | 2009年3月21日  | 危機に瀕するネットセキュリティ                        |
| 247 | 2009年2月21日  | 2009ＥＶ元年 電気自動車の時代がやって来る             |
| 246 | 2009年1月17日  | 自転車都市TOKYO これからの移動のカタチ                |

### 2008年
|     | 放送日         | サブタイトル                                          |
| --- | -------------- | ----------------------------------------------------- |
| 245 | 2008年12月20日 | 白い光を求めて ろうそくからLEDへの大進化              |
| 244 | 2008年11月15日 | 歌声はなぜ心に響くのか                                |
| 243 | 2008年10月18日 | 動く原子をとらえた！ ミクロの世界、ナノの宇宙を見る   |
| 242 | 2008年9月21日  | 電脳空間未来都市 地理情報が現実を拡張する             |
| 241 | 2008年8月17日  | 「きぼう」宇宙へ行く 動き始めた日本初の有人宇宙実験室 |
| 240 | 2008年7月18日  | テレビゲームのメディア宣言                            |
| 239 | 2008年6月20日  | 迫り来る危機 新型インフルエンザがやってくる           |
| 238 | 2008年5月18日  | 京町家にまなぶ、新生活スタイル                        |
| 237 | 2008年4月18日  | 機械につながる脳と身体 医療テクノロジーの現場から     |
| 236 | 2008年3月9日   | 「ケータイ世代」の誕生 大人が知らないモバイル文化     |
| 235 | 2008年2月24日  | 磁性流体アート 児玉幸子・科学と芸術の出会い           |
| 234 | 2008年2月10日  | 言語の壁を超えて 音声翻訳技術が世界を変える           |
| 233 | 2008年1月27日  | シーラカンス大解剖 生きた化石の謎に迫る               |
| 232 | 2008年1月13日  | 利根川のサケ 還ってきた命の営み                       |

### 2007年
|     | 放送日         | サブタイトル                                                  |
| --- | -------------- | ------------------------------------------------------------- |
| 231 | 2007年12月23日 | カイチュウ博士・藤田紘一郎の警告 超清潔社会ニッポンが危ない！ |
| 230 | 2007年12月9日  | ネット動画ショック 巻き起こる嵐の行方                         |
| 229 | 2007年11月25日 | 超新星ハンター アマチュア天文家・板垣公一のまなざし           |
| 228 | 2007年11月11日 | 重粒子でがんを叩け～放射線治療新時代～                        |
| 227 | 2007年10月28日 | イルカと話したい 夢を追う研究者・村山司の挑戦                 |
| 226 | 2007年10月14日 | 東京の湧水 ～都市に湧く地下の水文化～                         |
| 225 | 2007年9月23日  | 再来する巨大津波 津波石から読み解く災害の脅威                 |
| 224 | 2007年9月9日   | 月のすべてを知りたい！探査機かぐやの挑戦                      |
| 223 | 2007年8月26日  | 本は消えるのか？ 電子化される文字の行方                       |
| 222 | 2007年8月12日  | 東京の運河を行く～新たな水の都をめざして～                    |
| 221 | 2007年7月22日  | 動物はなぜ鳴くのか？ゾウの挨拶、クジャクの求愛                |
| 220 | 2007年7月8日   | ヒューマノイドを超えろ！進化する生物型ロボット                |
| 219 | 2007年6月24日  | よみがえる棚田～美しき日本の原風景～                          |
| 218 | 2007年6月10日  | DNAが語る日本人の起源                                         |
| 217 | 2007年5月27日  | におい、感じていますか？～忘れられた感覚を求めて              |
| 216 | 2007年5月13日  | ストランディング ～クジラの座礁に向き合う人々～               |
| 215 | 2007年4月22日  | ビオトープ 再生する都会の生物空間                             |
| 214 | 2007年4月8日   | セカンドライフ もうひとつのリアルになるのか                   |
| 213 | 2007年3月25日  | 国際エネルギー機関IEAの提言 どうなるエネルギー大量消費        |
| 212 | 2007年3月11日  | 「食べて健康」のウソ フードファディズムへの警告               |
| 211 | 2007年2月25日  | 八谷和彦の世界～人間とテクノロジーの行先～                    |
| 210 | 2007年2月11日  | 国立新美術館からの発信 アートが街を変える                     |
| 209 | 2007年1月28日  | 今夜は日本酒 こだわりの酒蔵がつくる至福の一杯                 |
| 208 | 2007年1月14日  | 発明・発見の瞬間 そのヒラメキは、どこから来るのか？           |

### 2006年
|     | 放送日         | サブタイトル                                              |
| --- | -------------- | --------------------------------------------------------- |
| 207 | 2006年12月26日 | ROBO-ONEにかけた夢 ～新・二足歩行ロボットイノベーション～ |
| 206 | 2006年12月10日 | まるで動物!? 驚きの植物ライフ                             |
| 205 | 2006年11月26日 | 柔らかなセンサー・触覚 世界と私の境界                     |
| 204 | 2006年11月12日 | よみがえる東京駅 赤レンガが伝えるメッセージ               |
| 203 | 2006年10月22日 | 教えて！赤ちゃん 実験で明かされる赤ちゃんの世界           |
| 202 | 2006年10月8日  | 分子認知科学者石浦章一・最前線レクチャー 物質が操る私の心 |
| 201 | 2006年9月24日  | 混雑に学べ！ 渋滞学で世界を読み解く                       |
| 200 | 2006年9月10日  | 再発見！ いま地図が面白い！                               |
| 199 | 2006年8月27日  | ヒートアイランド東京 切り札は水・緑・風                   |
| 198 | 2006年8月13日  | 美しき尾瀬 7000年の時が生んだ湿原                         |
| 197 | 2006年7月23日  | ラクしたい脳～予想脳で効率よく情報を処理せよ              |
| 196 | 2006年7月9日   | ライフログ～人生すべてを記録したい～                      |
| 195 | 2006年6月25日  | マンション、再生！ 新築信仰からリノベーションの時代へ     |
| 194 | 2006年6月11日  | 日本の半導体産業を興した男＜後編＞                        |
| 193 | 2006年5月28日  | 日本の半導体産業を興した男＜前編＞                        |
| 192 | 2006年5月14日  | 地球はクラゲの惑星だった                                  |
| 191 | 2006年4月23日  | 検索テクノロジーが世界を呑み込む                          |
| 190 | 2006年4月9日   | 津波石 インド洋大津波が残した謎                           |
| 189 | 2006年3月26日  | 見直される原子力～石油危機とエネルギー政策～              |
| 188 | 2006年3月12日  | もうひとつの地球・生命・知性                              |
| 187 | 2006年2月26日  | 人工心臓最前線 ～テクノロジーが救う身体～                 |
| 186 | 2006年2月12日  | 歴史を変えた電波塔 東京タワーの秘密                       |
| 185 | 2006年1月22日  | 生まれ変わった飛行艇～US-1Aが命を救う～                   |
| 184 | 2006年1月8日   | 発見！RNA新大陸 遺伝子の常識が変わる                      |

### 2005年
|     | 放送日         | サブタイトル                                                     |
| --- | -------------- | ---------------------------------------------------------------- |
| 183 | 2005年12月25日 | 消えゆく食材 私たちは何を失うのか？                              |
| 182 | 2005年12月11日 | 空を眺めてみませんか？ 雲の不思議な世界                          |
| 181 | 2005年11月27日 | 未来を競うクルマたち～東京モーターショー2005～                   |
| 180 | 2005年11月13日 | 神秘の湯に浸かる 東京に湧き出る温泉の秘密                        |
| 179 | 2005年10月23日 | モナ・リザの予言～水の惑星を描いたダ・ビンチノート               |
| 178 | 2005年10月9日  | 人間はどこまで動物か 進化から見えてくる男と女                    |
| 177 | 2005年9月25日  | ネットワーク驚きの法則                                           |
| 176 | 2005年9月11日  | ヒトのすべてを計測する～究極のモデル・デジタルヒューマンの誕生～ |
| 175 | 2005年8月28日  | 電脳建築家坂村健が語る どこでもコンピュータ・ユビキタス革命      |
| 174 | 2005年8月14日  | ぼくらの忘れられない夏休み体験                                   |
| 173 | 2005年7月24日  | ロボットに想像力を！                                             |
| 172 | 2005年7月10日  | オタク趣味が街を変える 変貌を続けるアキハバラの未来              |
| 171 | 2005年6月26日  | 日本人スプリンター世界へ バイオメカニクスが解明した俊足の秘密    |
| 170 | 2005年6月12日  | 進化生物学者・佐倉統が語る進化する「知」ミーム                   |
| 169 | 2005年5月22日  | 恐竜は鳥になった                                                 |
| 168 | 2005年5月8日   | 箱の家が暮らしを変える 建築家難波和彦が考える新しい住まい        |
| 167 | 2005年4月24日  | ツェッペリン再来 飛行船が開く空の新世界                          |
| 166 | 2005年4月10日  | 桜クライシス2005 ソメイヨシノ寿命６０年説は本当か？              |
| 165 | 2005年3月27日  | アフォーダンスとは何か？ 人と世界をつなげる新しい視点            |
| 164 | 2005年3月13日  | 花粉症はなぜ国民病になったのか？                                 |
| 163 | 2005年2月27日  | 脳は文法を知っている 酒井邦嘉の言語サイエンス                    |
| 162 | 2005年2月13日  | 月はどっちに出ている？ 量子の不思議な世界                        |
| 161 | 2005年1月23日  | サイコロ衛星宇宙へ 大学生衛星開発プロジェクト                    |
| 160 | 2005年1月9日   | エネルギー政策の中の原子力発電                                   |

### 2004年
|     | 放送日         | サブタイトル                                             |
| --- | -------------- | -------------------------------------------------------- |
| 159 | 2004年12月26日 | 原子燃料サイクルを考える～先進国フランスからの現地ルポ～ |
| 158 | 2004年12月12日 | クオリアから意識の謎へ 茂木健一郎の冒険思考              |
| 157 | 2004年11月28日 | 人は何歳まで生きられるのか？                             |
| 156 | 2004年11月14日 | 丸の内が変わる～魅力あるビジネス街へ                     |
| 155 | 2004年10月24日 | 再来する安政江戸地震～首都を直下地震が襲う日～           |
| 154 | 2004年10月10日 | リアルとは何か？ 世界と私の接点を探る                    |
| 153 | 2004年9月26日  | 健在！江戸前の魚 ～漁業を支える東京湾の底力              |
| 152 | 2004年9月12日  | 黒潮紀行～Power of TAIWAN（後編)                         |
| 151 | 2004年8月22日  | 黒潮紀行～Power of TAIWAN（前編)                         |
| 150 | 2004年8月8日   | 遺伝子汚染 雑種化で何が起こるのか                        |
| 149 | 2004年7月25日  | 動物学者・本川達雄が語る ナマコが教えてくれた時間の哲学  |
| 148 | 2004年7月11日  | どんな食事をしてますか？ 食育を受ける子どもたちの実情    |
| 147 | 2004年6月27日  | 光でクリーンに快適に～光触媒の驚くべきパワー～           |
| 146 | 2004年6月13日  | SFが現実に!? バイオメトリクスで変わる世界                |
| 145 | 2004年5月23日  | ディープアクアリウム～地上に現れた深海世界～             |
| 144 | 2004年5月9日   | ついに解明!? 謎に満ちたうなぎの正体                      |
| 143 | 2004年4月25日  | 江戸の数学力～楽しくラクする江戸の知恵                   |
| 142 | 2004年4月11日  | 科学者になりたい！密着・サイエンスキャンプ               |
| 141 | 2004年2月22日  | ついに走った！ジョギングロボットの誕生                   |
| 140 | 2004年2月8日   | 近代建築でみる日本の暮らし～江戸東京たてもの園探訪～     |
| 139 | 2004年1月25日  | 水と大地を結ぶ翼～循環を作るカワウの物質輸送             |
| 138 | 2004年1月11日  | 世界を結ぶ海洋循環                                       |

### 2003年
|     | 放送日         | サブタイトル                                                             |
| --- | -------------- | ------------------------------------------------------------------------ |
| 137 | 2003年12月28日 | ラブソングから言葉へ～さえずりから探る言語の起源～                       |
| 136 | 2003年12月14日 | 飛行機100年～サイエンスからテクノロジーへ                                |
| 135 | 2003年11月23日 | 電磁気観測で挑む地震予知                                                 |
| 134 | 2003年11月9日  | 木星探査機ガリレオが見た驚異の世界                                       |
| 133 | 2003年10月26日 | 日常生活の電磁波は本当に恐いのか？                                       |
| 132 | 2003年10月12日 | 発酵の神秘～微生物が創る循環型社会～                                     |
| 131 | 2003年9月28日  | からだが語る進化～魚から人間への比較解剖学～                             |
| 130 | 2003年9月14日  | ナゼ起きる交通事故～人間心理に隠されたメカニズム～                       |
| 129 | 2003年8月24日  | 火星探査史～太陽系第四惑星の謎                                           |
| 128 | 2003年8月10日  | 航研機～21世紀に甦った深紅の翼                                           |
| 127 | 2003年7月27日  | 幕末の外交決断 サムライたちの小笠原諸島～後編                            |
| 126 | 2003年7月13日  | 幕末の外交決断 サムライたちの小笠原諸島～前編                            |
| 125 | 2003年6月22日  | 新型肺炎SARS ウイルス感染のメカニズム                                    |
| 124 | 2003年6月8日   | “時の記念日”を知っていますか？～時計史から読む日本の時間～               |
| 123 | 2003年5月25日  | より遠くへ ゴルフ100年物語                                               |
| 122 | 2003年5月11日  | 原発はなぜ止まったか～「維持基準」の必要性を検証する～                   |
| 121 | 2003年4月27日  | ROBODEX2003～パーソナルロボットへの道                                    |
| 120 | 2003年4月13日  | 海底から地球の謎に挑む                                                   |
| 119 | 2003年3月23日  | 大江戸四百年 日本橋川と道三掘を辿る                                      |
| 118 | 2003年3月9日   | 人間とネズミ 似ているって本当!?                                          |
| 117 | 2003年2月23日  | 驚異のナノテク 世界最小の温度計 カーボンナノ温度計                       |
| 116 | 2003年2月9日   | 光通信の父・西澤潤一が語る～科学立国の再建を目指して                     |
| 115 | 2003年1月26日  | 生物工学博士・軽部征夫が語るバイオニクス／生物に学ぶ21世紀型テクノロジー |
| 114 | 2003年1月12日  | 暦 生活の道標                                                            |

### 2002年
|     | 放送日         | サブタイトル                                               |
| --- | -------------- | ---------------------------------------------------------- |
| 113 | 2002年12月22日 | 日本をひとつに～流通革命を起こした河村瑞賢（後編）         |
| 112 | 2002年12月8日  | 日本をひとつに～流通革命を起こした河村瑞賢（前編）         |
| 111 | 2002年11月24日 | 海底から見た日本列島の姿 海上保安庁が探る海底の世界        |
| 110 | 2002年11月10日 | 日本の宇宙開発の行方                                       |
| 109 | 2002年10月27日 | 消える九十九里浜 ～死に瀕する日本の渚～                    |
| 108 | 2002年10月13日 | 世界を変えた半導体産業の誕生                               |
| 107 | 2002年9月22日  | 宇宙飛行士・毛利衛が語る 宇宙から見た地球生命              |
| 106 | 2002年9月8日   | 環境考古学者・安田喜憲が語る 森が握る文明の盛衰            |
| 105 | 2002年8月25日  | 国境の島・対馬～海峡の攻防二千年史（後編）                 |
| 104 | 2002年8月11日  | 国境の島・対馬～海峡の攻防二千年史（前編）                 |
| 103 | 2002年7月28日  | 探訪！国立天文台                                           |
| 102 | 2002年7月14日  | 東京 巨大地下開発の舞台裏                                  |
| 101 | 2002年6月23日  | 人類学者・馬場悠男 日本人のルーツを語る                    |
| 100 | 2002年6月9日   | 惑星科学者・松井孝典が語る アストロバイオロジー            |
| 99  | 2002年5月26日  | 知れば身近に ～放射線の世界                                |
| 98  | 2002年5月12日  | 波濤の先を見た男～海の民・ジョン万次郎の旅～望郷編         |
| 97  | 2002年4月28日  | 波濤の先を見た男～海の民・ジョン万次郎の旅～漂流編         |
| 96  | 2002年4月14日  | ROBODEX2002 21世紀はロボットの時代だ！                     |
| 95  | 2002年3月24日  | すべてみせます！電力安定供給の舞台裏                       |
| 94  | 2002年3月10日  | 万博に原子の灯をともせ！～原子力発電所の礎を築いた男たち～ |
| 93  | 2002年2月24日  | 海駆ける千石船～現代の商品経済は江戸の海で始まった～後編   |
| 92  | 2002年2月10日  | 海駆ける千石船～現代の商品経済は江戸の海で始まった～前編   |
| 91  | 2002年1月27日  | 人工知能学者・北野宏明が語る 人間型ロボットの未来          |
| 90  | 2002年1月13日  | もうひとつのワールドカップ ロボカップ2002始動              |

### 2001年
|    | 放送日         | サブタイトル                                                |
| -- | -------------- | ----------------------------------------------------------- |
| 89 | 2001年12月23日 | デジタルロストワールド～絶滅生物がよみがえる                |
| 88 | 2001年12月9日  | 蘇る音の世界～人工内耳による聴覚の回復                      |
| 87 | 2001年11月25日 | 東京のツキノワグマ                                          |
| 86 | 2001年11月11日 | 進化する科学館～科学未来館の挑戦                            |
| 85 | 2001年10月27日 | 理科っておもしろい!? 先生達の奮闘記                         |
| 84 | 2001年10月13日 | 心の性／身体の性 性同一性障害が問う性の境界                 |
| 83 | 2001年9月22日  | 作品再生の技術～名画、修復します～                          |
| 82 | 2001年9月8日   | 台風ハンター・飛べ！無人観測機                              |
| 81 | 2001年8月25日  | マラッカ海峡～世界が出会う海の交差点～後編                  |
| 80 | 2001年8月11日  | マラッカ海峡～世界が出会う海の交差点～前編                  |
| 79 | 2001年7月28日  | フォークはなぜ？落ちる～変化球の謎を探る                    |
| 78 | 2001年7月14日  | 共生に向かって 福祉テクノロジーが開くコミュニケーションの扉 |
| 77 | 2001年6月23日  | 走れ！高速船 海上交通の未来                                 |
| 76 | 2001年6月9日   | ゲーム～勝ち負けの分岐点～                                  |
| 75 | 2001年5月26日  | カツオの群れを追え～黒潮に挑む一本釣りの世界                |
| 74 | 2001年5月13日  | 知られざる干潟の世界                                        |
| 73 | 2001年4月22日  | 1000分の1ミリを支える技術～ハイテクのウラに匠あり！         |
| 72 | 2001年4月8日   | 霊峰の鼓動～富士山噴火の軌跡                                |
| 71 | 2001年3月25日  | トウキョウを名乗る生き物たち                                |
| 70 | 2001年3月11日  | ヒト宇宙に暮らす～ミールから国際宇宙ステーション時代へ      |
| 69 | 2001年2月25日  | ネットワークをめぐる２つの進化                              |
| 68 | 2001年2月11日  | リニアの父・京谷好泰と語る ぼくらの未来都市                 |
| 67 | 2001年1月28日  | ヒトゲノムが語る未来                                        |
| 66 | 2001年1月14日  | 進化する人間型ロボット                                      |

### 2000年
|    | 放送日         | サブタイトル                                         |
| -- | -------------- | ---------------------------------------------------- |
| 65 | 2000年12月24日 | どうなる21世紀のエネルギー[2] カリフォルニア電力事情 |
| 64 | 2000年12月10日 | 想い出の五島プラネタリウム                           |
| 63 | 2000年11月12日 | どうなる21世紀のエネルギー[1] 巨大中国の選択         |
| 62 | 2000年10月22日 | ハイテク繊維最前線                                   |
| 61 | 2000年10月8日  | 巨大船沈没す～後編～                                 |
| 60 | 2000年9月17日  | 巨大船沈没す～前編～                                 |
| 59 | 2000年9月3日   | 介助犬                                               |
| 58 | 2000年8月20日  | 花火に技あり～夜空に咲かせる四季の花                 |
| 57 | 2000年8月6日   | 女神の山よ永遠に～野口健チョモランマ清掃登山の記録   |
| 56 | 2000年7月16日  | 氷点下の魔法～食を支える冷凍のワザ                   |
| 55 | 2000年7月2日   | 台風予報最前線                                       |
| 54 | 2000年6月18日  | 魔法の箱・デジタルカメラ                             |
| 53 | 2000年6月11日  | 生命の星は地球だけか？～宇宙生物学の可能性～         |
| 52 | 2000年5月28日  | トライアスロン～シドニー五輪 夢の舞台を追って        |
| 51 | 2000年5月14日  | オオカミが森に戻る日                                 |
| 50 | 2000年4月23日  | “ニッポン原人”の姿が見えてきた                       |
| 49 | 2000年4月9日   | 進化する生活の音                                     |
| 48 | 2000年3月26日  | 大都市を支える巨大送電ネットワーク                   |
| 47 | 2000年3月12日  | 動物園が変わる                                       |
| 46 | 2000年2月27日  | JCO臨界事故～その教訓と安全                          |
| 45 | 2000年2月13日  | 21世紀、人類は宇宙に何を見るのか？                   |
| 44 | 2000年1月23日  | 未来予測～百年前の新聞にみる二十世紀                 |
| 43 | 2000年1月9日   | 惑星科学者・松井孝典が語る21世紀の人間圏             |

### 1999年
|    | 放送日         | サブタイトル                                             |
| -- | -------------- | -------------------------------------------------------- |
| 42 | 1999年12月26日 | マラッカ海峡～世界の生命線を襲う海賊被害                 |
| 41 | 1999年12月12日 | ロボット新世紀～AIBOがうちにやってきた                   |
| 40 | 1999年11月28日 | もうひとつの稲の道～熱帯ジャポニカが残した稲作文化       |
| 39 | 1999年11月14日 | 若き冒険家・野口健 七大陸最高峰を制す                    |
| 38 | 1999年10月24日 | コンピュータ西暦2000年問題～対策と現状～                 |
| 37 | 1999年10月10日 | 黒点の謎～太陽活動の11年周期とは                         |
| 36 | 1999年9月26日  | 恐竜絶滅が人間社会に語るものは？                         |
| 35 | 1999年9月12日  | 東京に棲む離れイルカ                                     |
| 34 | 1999年8月22日  | 鎖国前夜の海物語（後編）                                 |
| 33 | 1999年8月8日   | 鎖国前夜の海物語（前編）                                 |
| 32 | 1999年7月25日  | 楽しく実践！省エネ人!!                                   |
| 31 | 1999年7月11日  | 魚をだますさかな～たねも仕掛けもあるルアー               |
| 30 | 1999年6月27日  | 茶のルーツ探訪～伝統の発酵茶を求めて                     |
| 29 | 1999年6月13日  | 観覧車もそぞろ咲き～いまどきの遊園地を探る               |
| 28 | 1999年5月23日  | もういちど月へ その起源と謎に迫る                        |
| 27 | 1999年5月9日   | おいしいソバの作り方                                     |
| 26 | 1999年4月25日  | 生体時計～時計遺伝子に秘められた可能性                   |
| 25 | 1999年4月11日  | 東京と桜の意外な関係                                     |
| 24 | 1999年3月28日  | 地震予知に挑む                                           |
| 23 | 1999年3月14日  | 美人の行方～ステキな顔に関する噂                         |
| 22 | 1999年2月28日  | 東京の野鳥～都会に戻ったカワセミ～                       |
| 21 | 1999年2月14日  | 宇宙美術館                                               |
| 20 | 1999年1月24日  | 夢の軌道 国際宇宙ステーション 建設スタート               |
| 19 | 1999年1月10日  | 富士山とその大自然の魅力に迫る～映像作家勝又幸宣の世界～ |

### 1998年
|    | 放送日         | サブタイトル                                               |
| -- | -------------- | ---------------------------------------------------------- |
| 18 | 1998年12月27日 | 日本がハリウッドになる日？～デジタル映像の舞台裏をさぐる～ |
| 17 | 1998年12月13日 | visit the future 井深 大 ～未来からのメッセージ（後編）    |
| 16 | 1998年11月8日  | ガラスは生きている～地球がつくる彩物語～                   |
| 15 | 1998年11月22日 | visit the future 井深 大 ～未来からのメッセージ（前編）    |
| 14 | 1998年10月25日 | 日本人の英語～言語習得の秘密に迫る～                       |
| 13 | 1998年10月11日 | パエリヤ 東京の料理人、本場に挑む～スペインの米と食探訪～  |
| 12 | 1998年9月27日  | 香り ～神秘の感覚器を呼び覚ます                            |
| 11 | 1998年9月13日  | 雄大なるロマン～富士山とその湧水池を探る～                 |
| 10 | 1998年8月9日   | 戦艦大和 ～流転する巨大技術                                |
| 9  | 1998年8月23日  | 多摩川よ元気か                                             |
| 8  | 1998年7月26日  | 現代のアキレス腱～オークランド大停電～                     |
| 7  | 1998年7月12日  | 地球最後の未知の世界～深海の小宇宙～                       |
| 6  | 1998年6月28日  | 抗菌～いまどきの細菌との付き合いかた～                     |
| 5  | 1998年6月14日  | 光と陰のキャンバスを描く照明デザイン                       |
| 4  | 1998年5月24日  | サウンドスケープ～耳をすませば音の風景～                   |
| 3  | 1998年5月10日  | 塩にまつわるえ・と・せ・と・ら                             |
| 2  | 1998年4月26日  | 宇宙飛行士グレン77歳の再挑戦～向井千秋と宇宙へ～           |
| 1  | 1998年4月12日  | アレルギーという現代病                                     |